# 车岗镇
车岗镇，是中华人民共和国广东省云浮市新兴县下辖的一个乡镇级行政单位，位於新興縣北部。

## 行政区划
车岗镇下辖以下地区：
夏龙社区、相塘村、蕨村、布马村、小稳村、平沙村、云洞村、河村、料村、朗头村、洞表村、罗坝村、车头村、古墩村、竹围村、楪村、四村、桐村和云卓面村。